# Cratere Aban
Aban  è un cratere sulla superficie di Marte. Prende il nome dalla città russa Aban.